# Maiolica (geologia)
La maiolica è una formazione geologica diffusa in tutta l'Italia, dalle Alpi meridionali alla Sicilia, depostasi dal Giurassico superiore (Titoniano) fino a gran parte del Cretaceo inferiore (Aptiano inferiore). La formazione è nota anche con altre denominazioni locali (considerate sinonimi) come biancone in Veneto, calcare rupestre in Toscana, lattimusa in Sicilia.
Maiolica è il termine tradizionale, nella terminologia dei cavatori, con il quale questo tipo di roccia era noto in Lombardia, ed è stata la prima denominazione di questa unità formalizzata nella letteratura geologica italiana, da Antonio Stoppani (1857).

## Descrizione e ambiente sedimentario
La litologia dominante è costituita da calcari di colore bianco in varie sfumature, marroncino, talora verdastri, e a grana finissima (micrite) composta dai frammenti dei gusci calcarei di nanoplancton, con selce in noduli e liste, di colore variabile da rosato, grigio o nero. Nella parte superiore della formazione, di età cretacica (dal Berriasiano superiore al Barremiano), si sviluppano frequentemente livelli argillosi neri (black shales), che indicano l'instaurazione di eventi anossici ricorrenti. Localmente (ad esempio nei dintorni di Canzo, in Lombardia), in corrispondenza dei margini dei paleo-alti strutturali, nella formazione si intercalano strati calcarenitici e calciruditici, che talora contengono elementi rimaneggiati di formazioni più antiche (calcari ad Aptici e radiolariti di colore rosso). Questi episodi deposizionali documentano frane sottomarine determinate da attività sismica in conseguenza dell'attività di faglie sin-sedimentarie. Lo spessore della Maiolica è molto variabile, da pochi metri in situazioni strutturali di paleo-alto a 300-400 m in contesti di bacino.
L'ambiente di sedimentazione è pelagico, al di sotto del livello di base dell'azione delle onde di tempesta (probabilmente quindi con profondità superiori ai 200 m). La formazione in esame corrisponde ad un momento particolare della sedimentazione entro il dominio oceanico della Tetide (Neo-Tetide), caratterizzato dalla deposizione di fanghi calcarei composti essenzialmente di resti di organismi unicellulari planctonici (Coccolitofore e Calpionelle). Questo tipo di sedimentazione suggerisce condizioni ambientali eutrofiche, con un grande sviluppo di fitoplancton calcareo (nanoplancton).
Il contenuto fossilifero varia in funzione del contesto deposizionale: nella Maiolica di alto strutturale possiamo avere una fauna piuttosto ricca comprendente Ammoniti, Brachiopodi, Echinidi, Gasteropodi, molto rari o assenti nella Maiolica bacinale (nella quale si rinvengono soprattutto Aptici). Entro la parte superiore della formazione è presente un livello di argilliti nere, spesse da pochi decimetri a circa 0,5 metri, molto ricche di materia organica, noto nella letteratura geologica come Livello Faraoni. Questo livello ha fornito una ricca fauna ad ammoniti databile all'Hauteriviano superiore.

## Rapporti stratigrafici e datazione
La formazione risulta compresa tra le unità calcareo-marnose rosso-variegate, ricche di selce del Giurassico superiore (rossi ammonitici, calcari e marne ad Aptici e Saccocoma), e le facies di Scaglia o le Marne a Fucoidi.
La Maiolica è databile soprattutto sulla base del contenuto in microfossili (Coccoliti, Foraminiferi planctonici e Calpionelle).
La base dell'unità non è isocrona ovunque. Generalmente, l'inizio della deposizione della Maiolica risulta compreso tra il Titoniano inferiore e il Titoniano superiore: è più precoce ad esempio nel bacino bellunese (Titoniano inferiore), e meno nel bacino lombardo e nell'area trentina (Titoniano superiore), potendo arrivare alla transizione Titoniano-Berriasiano (limite Giurassico-Cretaceo) in diverse aree dell'Italia centrale (Toscana, Lazio).
Il tetto della maiolica è ugualmente eterocrono, compreso tra il Barremiano (Toscana) e l'Aptiano inferiore (Italia settentrionale, Lazio, Abruzzo e Puglia). Inoltre, l'inizio della sedimentazione tipo Maiolica è spesso più tardo nelle aree di alto strutturale rispetto alle aree di bacino. La maiolica rappresenta, come si è detto, un momento di notevole uniformità nei caratteri della sedimentazione pelagica, pertanto non sono osservabili con frequenza variazioni laterali significative.
Nella parte orientale del bacino bellunese, la Maiolica passa lateralmente al Calcare di Soccher, unità sempre di ambiente bacinale ma caratterizzata dalla frequenza di livelli torbiditici derivanti dalle piattaforme carbonatiche che si sviluppavano contemporaneamente nell'area friulana. Allo stesso modo in Puglia, nell'area garganica, la maiolica ha rapporti di eteropia con facies di margine di piattaforma carbonatica (Calcari di Mattinata), ricche di livelli risedimentati con fossili di acque basse.

## Diffusione areale e stratigrafica
Oltre che in Italia, formazioni geologiche simili per litologia e contenuto paleontologico (calcari micritici bianchi o rosati con selce, con Calpionellidi e Coccoliti) sono presenti dalla Spagna (Cordigliera Betica), alle catene dinarica e carpatica (Serbia e Bulgaria), alla Grecia (Pindo), alla Turchia (Anatolia). La diffusione di questo tipo di facies segue di fatto l'estensione della Cintura Alpina, ovvero la fascia orogenetica che costituisce la "linea di sutura" dell'antico dominio oceanico della Tetide. La deposizione della Maiolica e delle facies analoghe è successiva alla principale fase tettonica distensiva che, dal tardo Triassico al Giurassico segna l'apertura e l'espansione di questo oceano, orientato prevalentemente in senso est-ovest tra i blocchi continentali di Laurasia a nord e Gondwana a sud, e ha dato luogo alla scomposizione in alti strutturali e fosse del margine continentale gondwaniano (di cui faceva parte l'Italia). La sedimentazione pelagica tipo Maiolica è influenzata da una tettonica sin-sedimentaria significativa solo nelle prime fasi, e tende a "livellare" la paleogeografia preesistente, segnando il passaggio da un contesto tettonico distensivo ad un contesto di relativa quiescenza tettonica (fase post-rift), che prelude alle fasi compressive alpine successive. La chiusura progressiva della "Tetide alpina" nel corso del Cretaceo superiore e del Terziario ha infatti dato luogo all'elevazione della catena alpina e delle catene collegate lungo il margine settentrionale e orientale dell'attuale Mediterraneo, portando in affioramento gran parte degli antichi sedimenti marini mesozoici.
In Italia, le facies tipo Maiolica passano più o meno rapidamente tra il Barremiano e l'Aptiano a facies marnoso-argillose scure, ricche di materia organica (Marna di Bruntino, Scaglia, Marne a Fucoidi), che indicano il passaggio da sedimentazione pelagica a emipelagica, cioè con una quota consistente (oltre 30%) di sedimento fine terrigeno di origine continentale, in condizioni parzialmente anossiche.